# 性能管理
性能管理（せいのうかんり、Performance Management）とは、ネットワーク、アプリケーション、ビジネスプロセス等に対して、処理能力や処理時間などの情報を測定・収集し、性能を評価及び管理すること。

## 性能管理製品 (APM)
性能管理製品 (APM) をいくつか示す。
- ENdoSnipe: システムに潜むパフォーマンス問題や品質問題を簡単に「見える化」するソフトウェア。運用中のシステムにソースコードの修正や性能低下の影響を与えない点が大きな特徴。
- CA Wily Introscope: J2EE/.NETアプリケーションの性能管理をする上で開発から運用までのライフサイクル全体に渡って有用な機能を提供する。